# Zagrebački zbor
Zagrebački zbor  je naziv međunarodne gospodarske izložbe i dioničarskog društva, koje djelovalo u Zagrebu između 1909. i 1946., preteča je Zagrebačkog velesajma.

## Povijest Zbora
Nakon velikih uspjeha Prve dalmatinsko-hrvatsko-slavonske izložbe (18. kolovoza, 1864. koju je osobno otvorio ban Josip Šokčević) i Jubilarne gospodarsko-šumarske izložbe, održane 1891. na prostorima zgrade Zemaljske bolnice (danas Rektorat Sveučilišta) i na prostoru novostvorenog Sajmišnog trga (današnji Trg Republike Hrvatske), grupa istaknutih hrvatskih gospodarstvenika, potaknuta pozitivnim rezultatima prethodnih izložbi na razvoj nacionalnog gospodarstva, osnovala je 1909. na poticaj tadašnjeg zagrebačkog gradonačelnika dr. Milana Amruša, društvo Zagrebački zbor sa svrhom da priređivanjem izložbi i velikih sajmova intenziviraju razvoj svih grana industrije i gospodarstva općenito. 
Privremeni odbor s ciljem osnivanja društva bio je ustrojen još 1908. godine. Konstituirajuća skupština održana je 14. studenog 1909. godine. Tada je privremeni odbor ovome društvu dao ime Zagrebački zbor. Društvo je funkcioniralo na osnovu pravila koja je odobrila Zemaljska vlada kraljevine Hrvatske, Slavonije i Dalmacije 11. listopada 1909. Sjedište Društva bilo je u Zagrebu. 
Prve izložbe (sajmovi) organizirane su 1910., 1911. i 1913. na prostoru Sajmišta (danas prostor između Martićeve i Heinzelove ulice).
- Prvi svjetski rat prekinuo je na neko vrijeme organizaciju izložbi, pa je prva poslijeratna izložba održana tek 1922. Zbor je redovito održavao svoje godišnje izložbe i sajmove, do 1935. na prostoru Sajmišta,
- Od 1936. izložbe Zbora održavaju se u novom izložbenom kompleksu na Savskoj cesti (danas Studenski centar Sveučilišta u Zagrebu i Tehnički muzej). Novi sajamski prostor kupljen je od tvrtke Bothe i Ehrmann (proizvođač najmještaja). Na novom prostoru uskoro su i podignuti izložbeni paviljoni, od kojih je bio impresivan Francuski (1937. arh. Laftaille) od betona, stakla, drva i laganog čeličnog lima te Talijanski (1937. arh. Dante Petronia) kojeg je krasio 12 metara visoki toranj u rimskom stilu.[1]
- Od 1910. – 1941. priređena su 34 međunarodna sajma i 37 raznih izložaba, ukupno 71 priredba.
- Posljednja predratna izložba Zagrebačkog zbora, održana je u jesen 1941., ali u otežanim prilikama, sa smanjenim brojem međunarodnih izlagača
- Tijekom 2. svjetskog rata, rad Zbora je prekinut, a društvene promjene nakon 1945. odrazile su se i na njegovu organizaciju te je 1946. preimenovan u Zagrebački velesajam. Odlukom Izvršnog odbora Gradskog Narodnog Odbora od 22. veljače 1946. raspušten je Zagrebački zbor, a imovina je stavljena na raspolaganje Gradskom Narodnom Odboru.
- Godine 1925. Zagrebački Zbor je bio jedan od osnivača UFI-a (francuski: Union des Foires Internationals, Međunarodna unija sajmova).
- Pravni sljednik Zagrebačkog zbora je Zagrebački velesajam, osnovan 1946. godine.
- Na Zagrebačkom Zboru 1939., održanom od 23. kolovoza do 4. rujna, ostvaren je prvi televizijski prijenos u ondašnjoj Kraljevini Jugoslaviji. Te godine izlagali su i Nizozemci, u okviru njihove izložbe najizraženiji je bio pokretni televizijski studio kojeg je dopremila tvrtka Philips. Studio se sastojao od dvaju kola (antenska kola i kola za mixturu) i najboljeg aparata koji ima 90 točaka na kvadratnom centrimentru. Studio je vodio Zagrepčanin ing. E. Rhomberg (predstavnik tvrtke Philips i tehnički savjetnik nizozemske izložbe). Studio je uživo prenosio nastupe popularnih opernih i zabavnih pjevača i izazvao ogroman interes Zagrepčana, no zbog zategnutih međunarodnih prilika, Philips je prekinuo izložbu i povukao opremu i ljude prije roka.[2]

### Međunarodne okolnosti održavanja Zagrebačkog Zbora
Zagrebački Zbor nastao je na valu mode osnivanja stalnih gospodarskih izložbi koje je počelo od Svjetske izložbe u Londonu (World EXPO London 1851.). Zatim su taj primjer slijedile sve naprednije europske zemlje. U zemljama Austro-ugarske monarhije prva veća izložba bila je Svjetska izložba u Beču 1873, zatim ju je slijedila Austrougarska industrijsko-poljoprivredna izložba u Trstu 1882., potom Zemaljska jubilarna izložba u Pragu 1891. te velika Milenijska izložba u Budimpešti 1896..

## Vanjske poveznice
Zagrebački velesajam  Arhivirana inačica izvorne stranice od 7. prosinca 2008. (Wayback Machine)